# Toom Baumarkt
Toom Baumarkt (Eigenschreibweise: toom) [sprich: tʰoːm] ist ein deutsches Unternehmen mit Sitz in Köln. Es betreibt an bundesweit rund 330 Standorten Baumärkte und Gartencenter unter den Marken toom, B1 Discount Baumarkt und Klee. Toom Baumarkt gehört zu den führenden Baumarkt-Handelsketten und ist eine Tochtergesellschaft der Rewe Group.

## Geschichte

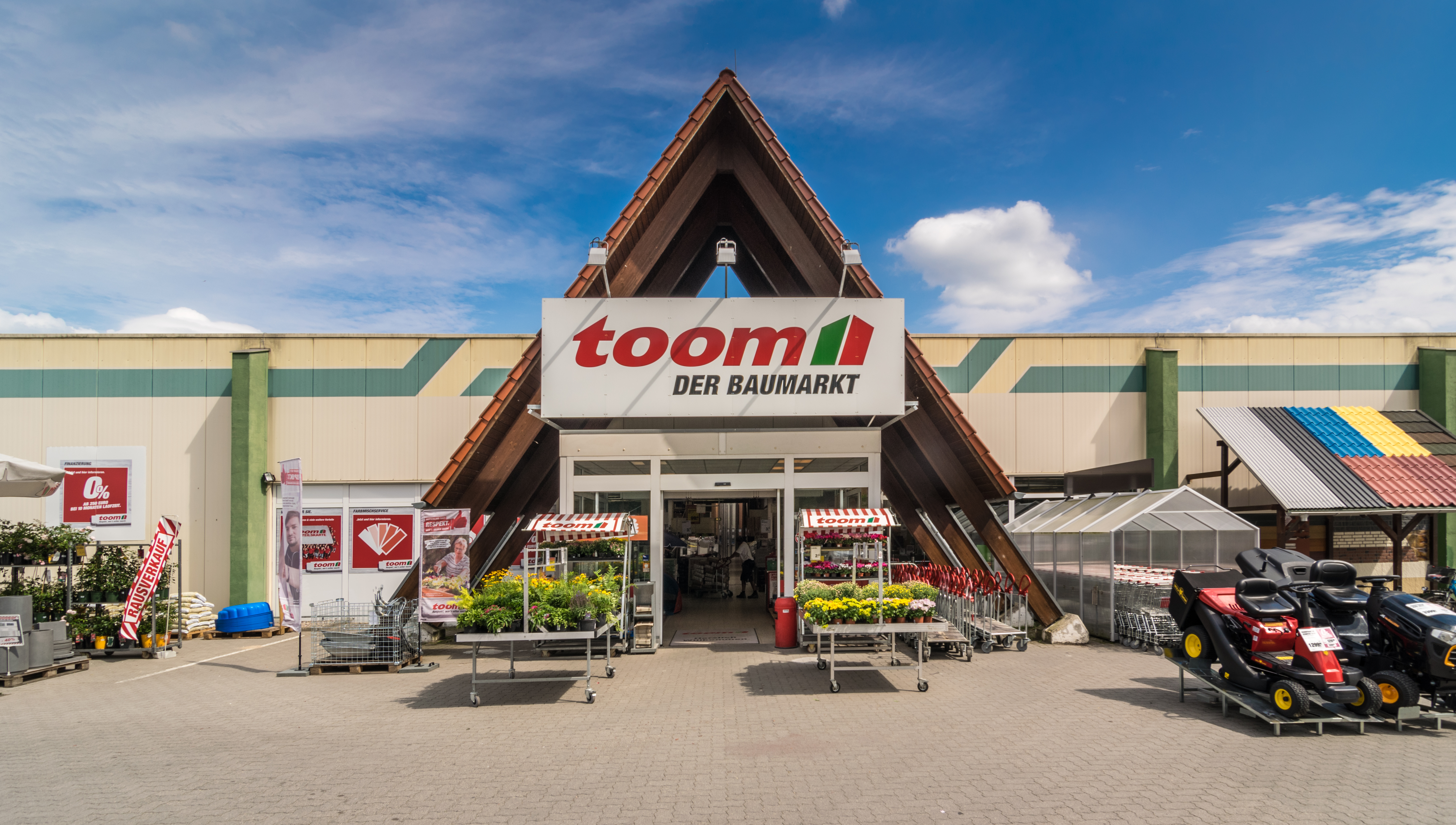
Toom-Baumarkt in Eberswalde (2017)

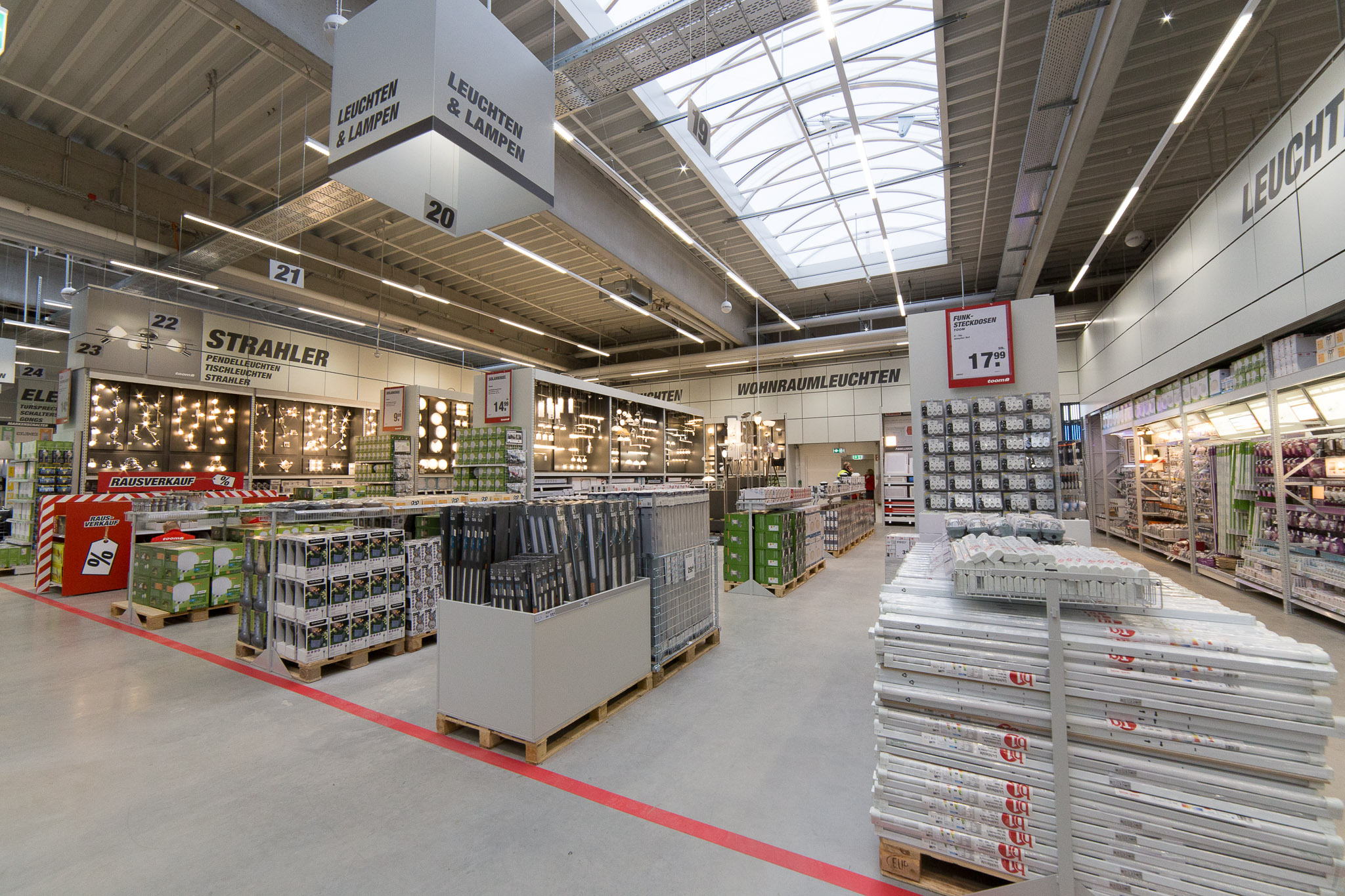
Toom-Baumarkt in Alzey (2017)

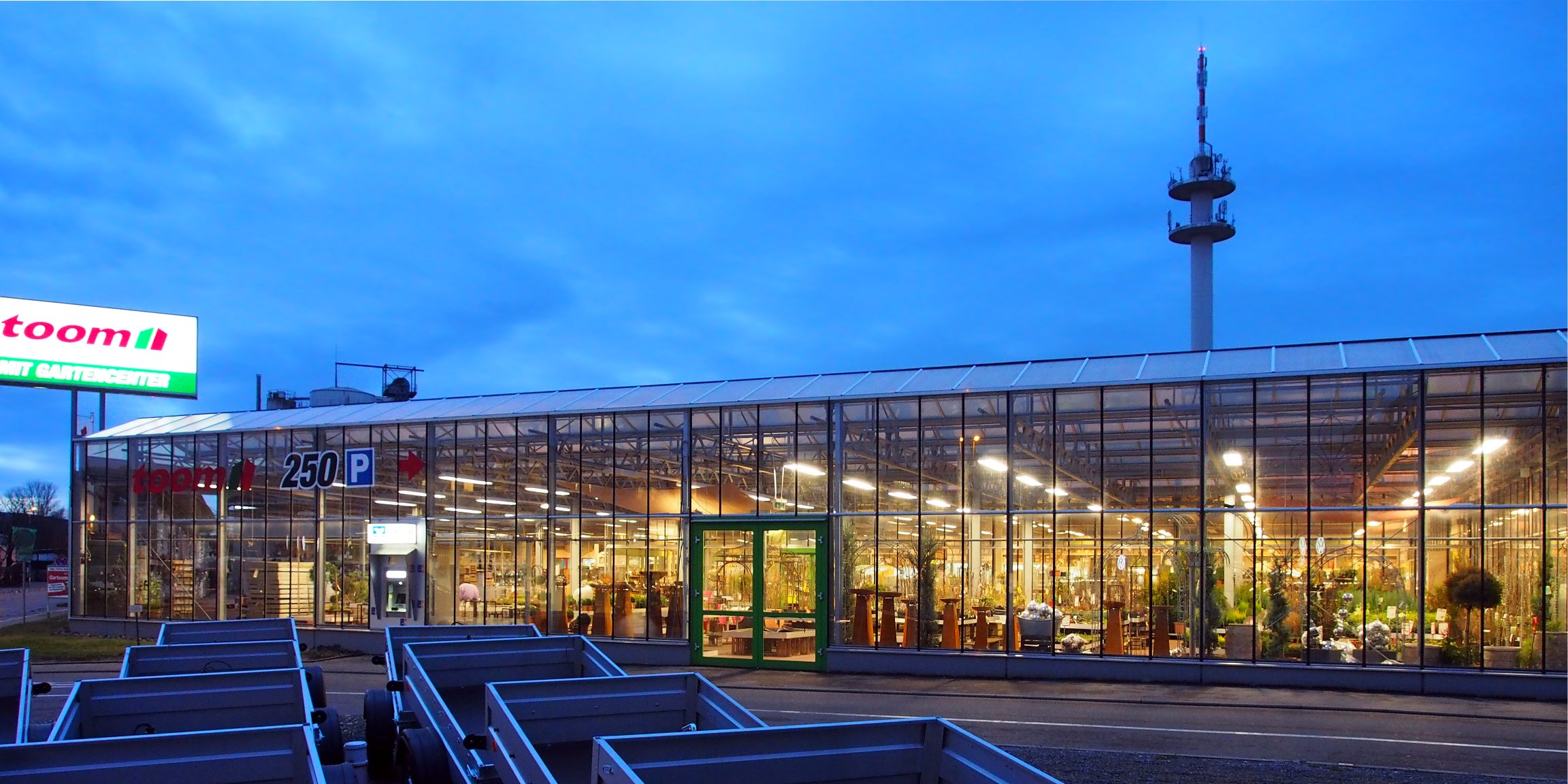
Toom-Gartencenter in Schorndorf (2018)

Die Marke toom wurde Ende der 1960er Jahre entwickelt. Das erste SB-Warenhaus der Marke toom wurde am 9. Juni 1970 durch den Unternehmer Willi Leibbrand in Friedrichsdorf bei Frankfurt eröffnet.  Acht Jahre später eröffnete der erste Baumarkt der Marke Toom 1978 in Frankfurt am Main. In den 1980er und 1990er Jahren expandierte das Unternehmen im gesamten Bundesgebiet. Anschließend setzte man vor allem auf Übernahmen: 1997 kaufte die Rewe Group zunächst die Klee Gartencenter und führte sie mit Toom Baumarkt zusammen. Mitte 1997 kamen 52 Standorte der insolventen Baumarkt- und Gartencenter-Kette Götzen hinzu. Einige weitere Filialen wurden in das Vertriebsnetz von Toom Baumarkt integriert, ohne direkt übernommen zu werden. Zum Jahreswechsel 1998/1999 erwarb Rewe alle 138 Stinnes-Baumärkte. Durch die genannten Akquisitionen baute Toom Baumarkt seine Marktposition signifikant aus: Während man 1998 in 76 Baumärkten rund 700 Millionen Mark umsetzte, kam die Kette nun auf über drei Milliarden Mark. Die Zukäufe gelten als Beispiel für die Konsolidierung der Branche Ende der 1990er Jahre. Die Rewe Group machte sich durch die Investitionen in Toom Baumarkt unabhängiger vom Lebensmitteleinzelhandel.
Im Zuge der Integration der Götzen- und Stinnes-Filialen verlegte Toom Baumarkt seinen Sitz von Mülheim an der Ruhr nach Köln, wo das Unternehmen bis heute angesiedelt ist. Nach der Jahrtausendwende experimentierte man mit digitalen Angeboten in ausgewählten Filialen, beispielsweise in Form elektronischer Infotafeln an Einkaufswagen. Vereinzelt kamen auch Roboter für die Betreuung der Kunden zum Einsatz. Außerdem wurde der Ausbau des Franchise-Systems forciert. 2002 führte die Rewe Group an umsatzschwachen Standorten von Toom Baumarkt ein Discount-Konzept ein, zunächst unter der Marke Zack. Ab 2006 erfolgte eine umfassende Modernisierung der restlichen Baumärkte. Hierbei investierte das Unternehmen insbesondere in den Kundenservice. Im Zusammenhang mit einem Relaunch der Marke Toom wurde die Kette stärker auf Frauen ausgerichtet.
2007 stärkte die Rewe Group durch Übernahme von 133 Marktkauf-Standorten erneut die Baumarkt-Sparte. Die betroffenen Filialen wurden in Toom Baumarkt umbenannt, wodurch sich die Kette ihre Position als drittgrößter Anbieter sicherte. Bei der weiteren Expansion öffnete sich das Unternehmen für kleinere Projektentwickler, um seine Präsenz in der Fläche weiter auszubauen. Neben dem Neubau von Baumärkten und Gartencentern übernahm Toom Baumarkt auch Filialen der Konkurrenz, beispielsweise Obi und Praktiker. Vereinzelt gab es unter der Marke Toom auch SB-Warenhäuser, die ab Mitte der 2000er Jahre in Rewe Center umgewandelt wurden.
In den letzten Jahren kümmerte sich Toom Baumarkt verstärkt um das Thema Nachhaltigkeit. Dies betrifft unter anderem die Verwendung nachhaltiger Materialien beim Bau der Märkte oder den Ausbau nachhaltiger Produkte im Sortiment sowie den flächendeckenden Verzicht auf Glyphosat.

## Marken

### Toom Baumarkt
Toom Baumarkt 31 ist die Keimzelle des Unternehmens. Das Sortiment umfasst Produkte aus den Bereichen Garten und Freizeit, Bauen und Renovieren, Wohnen und Haushalt, Werkstatt und Maschinen sowie Bad und Sanitär. Seit 2012 bietet Toom Baumarkt Produkte unter der Eigenmarke „toom“ an. Dazu gehört auch ein Bio-Sortiment für den Nutzgarten. Zielgruppe der Toom-Baumärkte sind sowohl Heimwerker als auch professionelle Handwerker. Das Unternehmen bewirbt eine Reihe von Qualitäts-, Service- und Preis-Garantien, die mit den Angeboten anderer Ketten vergleichbar sind.

### B1 Discount Baumarkt
Mit Eröffnung des ersten Zack-Baumarkts im Jahr 1999 in Wuppertal stieg die Rewe Group in das Discount-Segment ein. In den folgenden Jahren multiplizierte der Konzern das Konzept in Zusammenarbeit mit selbstständigen Händlern. Wegen Streitigkeiten um die Namensrechte tritt die Kette seit 2007 unter dem Namen „B1 Discount Baumarkt“ auf. Das Sortiment umfasst 12.000 Artikel aus den Bereichen Garten, Innenausbau, Wand- und Deckengestaltung, Renovierung, Installation sowie Werkzeug und Maschinen.

### Klee Gartenfachmarkt
Neben den Toom- und B1-Baumärkten betreibt das Unternehmen die Klee-Gartenfachmärkte für Pflanzen und andere Gartengeräte, -möbel und -zubehör. Im Jahr 2022 gab es bundesweit noch ein solches Gartencenter in Leipzig, an dem die Rewe Group zu rund 20 % beteiligt war.